# Uitgeverij Steenlandt
Uitgeverij Steenlandt werd opgericht in 1929 te Kortrijk, door architect Richard Acke (1873-1934). Als kunstminnaar legde die zich toe op verzorgde uitgaven van poëzie, romans, toneel en jeugdliteratuur, maar ze drukte ook literaire essays en vertalingen. Onder zoon Jan Acke (1911-1943) kwamen daar politieke essays bij, van o.a. Hendrik Elias en Victor Leemans uit het Vlaamsch Nationaal Verbond (VNV).
In 1941 verhuisden de uitgeverij en haar drukkerij, met toen 125 medewerkers, naar Brussel, en leverde daar vooral drukwerk voor DeVlag (de grote rivaal van het VNV), de weekbladen Balming en De SS Man en ook Duitse propaganda in brochures en affiches. Zij publiceerde, naast literaire vertalingen uit en naar het Duits, echter ook nog steeds oorspronkelijk werk van schrijvers zoals Bert Peleman, Ferdinand Vercnocke, Sylva de Jonghe, Korneel Goossens, Frans Demers, Blanka Gijselen en Pol Leroy, en De Bladen voor de Poëzie van René Verbeeck.
Uitgever Jan Acke werd door het verzet vermoord op 5 maart 1943 in Schaarbeek; Rik Wijckmans volgde hem op. Op 26 juni van datzelfde jaar werd de uitgeverij lid van de Börsenverein der Deutschen Buchhändler zu Leipzig. Tegen het einde van de Tweede Wereldoorlog kreeg de uitgeverij financiële problemen door het verminderen van het propaganda-drukwerk.